# Camp de refugiats de Kutupalong
El Camp de refugiats de Kutupalong és un camp de refugiats a Ukhia, Bazar de Cox, Bangladesh, habitat majoritàriament per refugiats rohingya que fugien de la persecució ètnica i religiosa a la veïna Myanmar. És un dels dos camps de refugiats governamentals que hi ha a Bazaar de Cox, l'altre és el camp de refugiats de Nayapara.
L'oficina del Camp d'ACNUR de Kutupalong compta amb el suport de set entitats internacionals: els governs de la Unió Europea, els Estats Units, el Canadà, el Japó, Finlàndia, Suècia i la Fundació IKEA.

## Nom
El camp de refugiats de Kutupalong també es pot referir als camps improvisats que han sorgit al costat del camp governat per govern, tot i que oficialment no formen part del camp de refugiats. Els campaments Makeshift a Kutupalong i voltants han crescut per allotjar els refugiats que fugien del Myanmar al llarg dels anys. A finals del 2017, el camp de Kutupalong i els camps circumdants de Ghumdum, Balukhali, Thangkhali i altres es van ampliar ràpidament, fusionant-se entre ells a causa d'una afluència sense precedents de refugiats. L'Organització Internacional per a les Migracions fa referència a l'assentament col·lectiu com a lloc d'expansió de Kutupalong – Balukhali.

## Història
El campament va començar de forma informal el 1991, després que milers de Rohingyas fugissin de l'operació militar birmana Pyi Thaya (operació neteja i bella nació).
Els dos camps de refugiats de Kutupalong i Nayapara tenien una població en total d'uns 34.000 refugiats registrats al juliol del 2017. Al setembre de 2017, l'Alt Comissionat de les Nacions Unides per als Refugiats (ACNUR) va estimar que la població dels dos camps de refugiats havia augmentat a més de 77.000 habitants. El 15 de setembre de 2019 tenia una població combinada de 613.272 habitants, cosa que el convertia en el camp de refugiats més gran del món.
Els elefants asiàtics posen en perill els residents ja que es troben en la seva ruta migratòria històrica i les seves zones de pasturatge.